# Norman Fairclough
Norman Fairclough (* 1941) ist ein emeritierter Professor für Allgemeine Linguistik an der Lancaster University. Er ist Mitbegründer der soziolinguistischen Theorie der Kritischen Diskursanalyse, die den Einfluss von Machtverhältnissen auf den Inhalt und die Struktur von Texten untersucht.

## Einflüsse
Faircloughs Theorien wurden auf dem linguistischen Feld von Michail Bachtin und Michael Halliday beeinflusst. Soziologische Einflüsse kommen unter anderem von Antonio Gramsci, Louis Althusser, Michel Foucault und Pierre Bourdieu.

## Werke
- Language and Power. (1989). London: Longman.
- Discourse and Social Change. (1992). Cambridge: Polity Press
- Critical Language Awareness. Herausgeber (1992). London: Longman.
- Media Discourse. (1995). London: Edward Arnold.
- Critical Discourse Analysis. (1995). Boston: Addison-Wesley.
- mit Chouliaraki, Lilie Discourse in Late Modernity – Rethinking Critical Discourse Analysis. (1999). Edinburgh: Edinburgh University Press
- New Labour, New Language? (2000). London: Routledge.
- Language and Power (2nd edition). (2001). London: Longman.
- Analysing Discourse: Textual Analysis for Social Research. (2003). London: Routledge.
- Language and Globalization. (2006). London: Routledge.
- Discourse and Contemporary Social Change. Herausgeber (2007). Bern
- Language, Reality and Power. In: Jonathan Culpeper, Paul Kerswill, Ruth Wodak, Tony McEnery, & Francis Katamba (eds.) English Language. Description, Variation and Context. 2018. London: Palgrave, 447–56.